# ADVANCE OF Ζ ティターンズの旗のもとに
『ADVANCE OF Ζ ティターンズの旗のもとに』（アドバンス オブ ゼータ ティターンズのはたのもとに、ADVANCE OF Ζ THE FLAG OF TITANS、AOZとも略される）は、模型と小説によるフォトストーリー作品および、同名の漫画作品。

## 概要
アニメ作品を中心とした「ガンダムシリーズ」の作品の一つで、サンライズとメディアワークス（現：アスキー・メディアワークス）のタイアップで展開され、模型雑誌『電撃ホビーマガジン』で2002年から2007年まで連載されていた。宇宙世紀0084年 - 0088年を舞台とし、アニメ『機動戦士Ζガンダム』の外伝として位置付けられている。主人公が「ティターンズ・テスト・チーム」のパイロットであり『Ζ』に登場した様々な兵器のプロトタイプの存在や、冤罪裁判が絡む複雑な人間模様の展開がある。
企画の発端は、『電撃ホビーマガジン』でガンダムの公式外伝をやりたいという思いから、佐藤忠博編集長の指揮のもと、若手を中心に立ち上げることとなった。企画書を作成した岡田雅之（現・木村学）によれば、最初の企画は『機動戦士ガンダムΖΖ』と『逆襲のシャア』を繋ぐ時代背景にしたと思うとのことだが、提案したその場でサンライズの担当者から、（理由は）まだ言えないが『Ζ』の時代にしたほうがいいとのアドバイスを受け変更したという。
企画当初は、『Ζ』に登場する各モビルスーツ (MS) 間のデザインラインやディテールに関連性や共通性をもたせる、各陣営が運用するMSの差を明確にする、配色やディテールに具体的な意味をもたせるといったテーマで、プラモデルを改修するというものであった。
小説部分の著者は今野敏。単行本（ムック）全6巻。こちらでは宇宙世紀0084年以降を舞台とするエピソード1.0からの展開と、宇宙世紀0088年以降を舞台とするエピソード5.9からの展開が毎月交互で連載された。のちに加筆修正した単行本が2巻出版され、題名も『機動戦士Ζガンダム外伝 ティターンズの旗のもとに ADVANCE OF Ζ』に変更。2010年7月にメディアワークス文庫より文庫版も刊行されたが、題名は『ティターンズの旗のもとに ADVANCE OF Ζ』となっている。
漫画作品は、2003年から2008年4月号までメディアワークスの漫画雑誌「月刊コミック電撃大王」で連載された。作画はみずきたつ。単行本全4巻。こちらでは、フォトストーリー版におけるエピソード1.0からの展開のみが連載されている。また、途中に新たなエピソードが追加されており、各登場人物に関する描写もより細かいものとなっているが、小説版の法廷編は含まれていない。
本企画は当初、商品化の予定は無かったが、読者の人気を得たことでバンダイよりヘイズルなどがHGUCシリーズのプラモデルで発売された。きっかけは、『電撃ホビーマガジン』の付録企画（登場兵器のプラモデル化・フィギュア化）の実施によるもので、同誌の読者意識調査や『ホビージャパン』でのマスターグレードシリーズ開発への読者意見の反映など、各アンケートが商品化の検討資料とされた。
続編として、本作に登場したガンダムTR-6シリーズのその後を描く『A.O.Z Re-Boot ガンダム・インレ-くろうさぎのみた夢-』が2014年5月24日より電撃ホビーウェブにて連載中。

## あらすじ
本作は、アニメ『機動戦士Ζガンダム』で敵側の組織として描かれたティターンズに関わる人物を中心として同作の物語を掘り下げることを目的としている。正義感と誇りを持った若きティターンズ士官達の栄光と挫折、そして不当な賊軍扱いへの反抗を描いていく。
物語は時系列ごとに大きく二つのパートに分けられ、それらが交互に語られる形式で同時進行する。一つは、グリプス戦役後に進むティターンズ排斥の流れの中、戦犯扱いされて軍事裁判にかけられた青年士官、エリアルド・ハンターを救おうとする連邦軍法務局の法務官、コンラッド・モリスの奔走を中心に描く「法廷編」。もう一つは、エリアルドのティターンズ入隊からティターンズ・テスト・チーム（T3部隊）への配属、そしてグリプス戦役最終局面までの足取りを描いた「T3部隊編」である。

## ティターンズ・テスト・チーム
ティターンズはその権力拡大のために強大な戦力を必要とした。そのためにティターンズ専用の新型兵器を秘密裏に開発、テストする（運用・戦術考案・効果検証）部門が必要となり、そうして作られたのがティターンズ・テスト・チーム（以下T3部隊）である。中心となるのはウェス・マーフィー大尉が指揮するテスト小隊（マーフィー小隊。通称「ブラックオター」）で、主人公のエリアルド・ハンター中尉はこの小隊に所属している。
エリート組織ティターンズの名声と、軍の新兵器を優先して使えるという立場から一般の連邦軍将兵のやっかみを受けることも多いが、その実態は風評とは逆で、常に信頼性の低いテストパーツでの実戦を強いられる過酷な任務が連続する“激戦区”だった。グリプス戦役末期には、最早テストすらしていない新兵器をそのまま実戦投入することが常態化していった。
発足当初からコンペイトウ（旧ソロモン）所属のアレキサンドリア級重巡洋艦「アスワン」を母艦として、主にコンペイトウ周辺宙域や地上のジオン公国軍残党を相手にテスト任務を行っていたが、グリプス戦役の激化とともに実戦部隊に昇格し、大規模な作戦にも参加するようになった。なお、小説版においては0087年5月のカラバ基地掃討作戦の折にサラミス改級巡洋艦「イズミール」が新たに配属され、アスワンと行動を共にすることになった。この時マーフィー小隊は保有する機材やデータごとイズミールに移乗している。
戦役の最終局面であるコロニーレーザー攻防戦においてイズミールとアスワンは撃沈され、組織も壊滅するも、ほとんどの隊員は生存が確認されている。

## 主な登場人物

### ティターンズ・テスト・チーム（T3部隊）
エリアルド・ハンター
主人公。ティターンズ中尉。地球至上主義を掲げるティターンズでは稀なスペースノイド。23歳（U.C.0084当時）
志願が叶い、カールと同期でティターンズに入隊する。まじめで正義感が強く、闘志を内に秘める。一方で「坊や」とも称される甘さと純粋さがあり、ティターンズの掲げる正義と仲間を純粋に信じて戦い続けた。戦闘では2番機としてサブの前衛を担当し、搭乗機の特性から高速近接戦闘に熟達していく。当初の搭乗機は高機動型ジム改で、後にヘイズル2号機、キハール、アドバンスド・ヘイズル、ヘイズル改、ギャプランTR-5［フライルー］へと乗り換えていき（大気圏内戦闘用武装であるイカロスユニットを装備したヘイズル改にも搭乗した）、最終決戦ではガンダムTR-6［ウーンドウォート］を破壊する密命を帯びて同機に搭乗する。
グリプス戦役後、ティターンズによるガンダム開発の事実を抹消しようとする連邦軍主流派によって、戦争責任を擦り付けるための軍事裁判にかけられることになる。自身がこれまで信じた「正義」を否定され絶望するが、コンラッドと出会ったことで立ち直り、再び生きる希望を見出していく。コンラッドとかつての仲間達の尽力により無罪を勝ち取った後はコンラッドの口添えで、マーフィーと共に連邦軍士官学校の教官として軍に復隊している。
カール・マツバラ
エリアルドの良きライバルである戦友。ティターンズ中尉。白人主体のティターンズでは珍しい日系ハーフ。24歳（U.C.0084当時）
志願が叶い、エリアルドと同期でティターンズに入隊する。明るく素直だが少し皮肉屋の気質があり、一見悩みなどない軽い人物に見えるが、内心ではしっかりと物事を考えており、T3部隊の仲間を非常に大切に思っている。マーキングを描くのが得意。戦闘では3番機として、主に長射程火器を用いた後方支援を担当する。当初の搭乗機はジム・スナイパーIIIで、後にビグウィグ、ダンディライアン、アドバンスド・ヘイズル（ヘイズル・アウスラ）などにも搭乗した。ルンガ沖遭遇戦ではハイザックを大破寸前の状態にされ、ロザ・ギガンディア制圧戦ではアドバンスド・ヘイズルを撃墜されるなど、たびたび窮地に陥るもその度に生還している。最終決戦ではガンダムTR-6を破壊したエリアルドを回収した後に投降することを決め、ヘイズル・アウスラを自爆させてプリムローズで脱出した。
グリプス戦役後は軍の監視下の中コロニー公社に勤めており、エリアルドの裁判では自身の死亡を偽装してまで地球を訪れ、証人として出廷する。裁判終了後は再びコロニー公社へと戻っている。
ウェス・マーフィー
ティターンズ大尉。T3部隊所属のマーフィー小隊の隊長。30歳（U.C.0084当時）
ティターンズ設立以前にはエイパー・シナプス大佐の直属の部下だった経験があり、シナプスがデラーズ紛争の全責任を負わされ処刑されたことに強い不満を持ち、それがきっかけでT3部隊に回されてきた。無骨で軍人の鑑ともいえる人物だが、一人の人間としてもかなりの人格者であり、部下の面倒見がよいことで皆から慕われていた。
戦闘では1番機として前衛を務める。扱いづらいガンダムTR-1[ヘイズル改]の機動力をフルに引き出し、TR-5［ファイバー］のような特異な機体に搭乗しながらも複数の火器を見事に使いこなすなど、卓越した戦闘能力を持つ。当初の搭乗機はヘイズルで、ヘイズル大破後はヘイズル改に乗り換え、次にギャプランTR-5［フライルー］の正式パイロットとなった。他にもハイザック先行量産型、キハール、地上侵攻作戦ではファイバーに搭乗している。ウサギ好きという意外な一面もあり、小隊の部隊章にはウサギを元にしたデザインを選んだ。
グリプス戦役後は戦傷により入院していたが、エリアルドの裁判に際して病院を抜け出し、ペデルセンから託された命令文章を携えて出廷した。裁判終了後に退院し、コンラッドの口添えでエリアルドと共に連邦軍士官学校の教官として復隊している。
オードリー・エイプリル
マーフィー小隊の紅一点。ティターンズ中尉。才色兼備な女性軍人。25歳（U.C.0084当時）
エリアルド達より2年先輩で、時にはエリアルドたちを叱責するなど、前向きで意志の強い性格をしている。器量もよく、カールからは美人と評された。メカ・フェチの一面があり、メカニックのピート達からも一目置かれている。動物が嫌いで、マーフィーが部隊章にウサギのデザインを提案した際には最後まで反対した。
マーフィー小隊では4番機を担当するが、部隊発足当初は予備要員としてアスワンで待機し、オペレーターを担当することが多かった。必要に応じて様々な機体に搭乗したが、グリプス戦役終盤ではフルドドで援護を担当するようになる。
アスワンで「テスト小隊最強のパイロット」と噂が立っていた。本人は否定したものの、ヘイズル・ラーを短期間で乗りこなし、イズミールに派遣された際、他のマーフィー小隊がいない中で戦い抜いた。ネモ3機を単騎で一掃するその姿に、シュレーダーは「デンドロビウムを思い出す。こうしてその戦いを再現する若者がいる。」と称賛した。
グリプス戦役後は軍の監視下の元、ヘンドリックと同様に月の最下層で暮らす。コンラッドの要請に応じてエリアルド側の証人として出廷し、その後も地球でエリアルドの無罪証明のために奔走した。裁判終了後は再び月に戻っている。

### ティターンズ
アレキサンドリア級アスワン
オットー・ペデルセン
アレキサンドリア級アスワン艦長。階級は大佐。大局的な視点を持った、時勢や戦局を的確に把握出来る有能な指揮官であり、部下思いで人情に厚い。スペースノイドに対する偏見を持っていないため、バスク・オムのやり方には反感を持っている。ティターンズ上層部の欺瞞と劣勢に傾きつつある戦局を察しながらも、あくまでエリアルド達の信じた正義を守るべく、アスワンの艦長でありつづけた。
グリプス2攻防戦ではTR-6の実戦投入を命じられるも、それによる更なる戦火の拡大を危惧し、エリアルドにTR-6を破壊する密命を下す。マーフィーに密命を記録した文章を託した後にクルーを退艦させた後、沈みゆくアスワンと運命を共にした。証言台にこそ立てなかったものの、結果としてエリアルドの最大の罪状を無罪へと導く証拠物件を残し、彼を救った。漫画版では総員退艦の際に艦橋要員の一部が共に艦に留まろうとする描写があり、部下からも人望が厚かったことがうかがえる。
ヘンドリック・ネス
アスワンの整備主任。階級は大尉。T3部隊のメカニックを任されるだけあってその腕は一流。マーフィーの理解者であり、その苦労を心配して何かと声を掛けていた。
グリプス戦役後は軍の監視下の元、オードリーと同様に月に住んでいた。エリアルドの裁判ではオードリーと共に証人として出廷し、裁判終了後は再び月に戻っている。
ピート・シェルトン
ヘンドリックの部下。若手メカニックの中ではNo.1の実力で、ヘンドリックの信頼も厚い。
ケイト・ロス
アレキサンドリア級アスワンの通信士。階級は少尉。漫画版に登場。艦橋要員だが、マーフィー小隊のテストスケジュール管理なども行っている。上陸休暇の際にはよくオードリーのパーツ屋巡りに付き合わされていた。眼鏡をかけた上品な容姿の女性だが、アスワン退艦の際にはかなり強硬に退艦命令に抗弁し、ペデルセン艦長に説得されようやく従った。グリプス戦役後の消息は不明。
サラミス級イズミール
トーマス・シュレーダー
イズミール艦長。階級は大佐。士官学校時代のあだ名は「氷柱（つらら）」。年齢35歳（U.C.0087当時）
一年戦争末期に20代の若さでサラミスの艦長になり、今まで部下を一人も死なせた事が無いことで連邦軍内では一種の伝説となっている人物。部下を生かすためならば平気で憎まれ役を引き受ける大きな器を持つ。グリプス2攻防戦では部下の安全を考え、イズミールの損傷を確認するや早々にアスワンへの移乗命令を発する。自身は最後まで艦に残り、乗艦と運命を共にした。退艦を拒み続けたハモンドを説き伏せて退艦させ、その伝説を貫いた。
エリンケ・ハモンド
イズミール副艦長。階級は中佐。シュレーダーとは長い付き合いで、共にMSに搭乗して戦った事もある。グリプス2攻防戦時にはシュレーダーと運命を共にしようとするが「伝説」をまっとうできるよう（唯一の部下の死者にならないよう）シュレーダーに説得され、イズミールの轟沈寸前に脱出した。
ジョナサン・コーエン
イズミール所属のメカニック責任者。仕事にかける熱意は非常に強く、T3部隊が異動してきた際には喜々としてフライルーをいじっていた。
レイチェル・サンド
ジョナサンの部下の女性メカニック。幼い外見とは裏腹に、ジョナサン仕込みの腕前には確かなものがある。

### 地球連邦軍
コンラッド・モリス
小説版におけるもう一人の主人公。軍人でありながら弁護士を勤める、地球連邦軍法務局所属の法務官。階級は少佐。40歳（U.C.0088当時）
元はMSパイロットだったが、一年戦争のソロモン攻略戦で左足を負傷してパイロット生命を絶たれ、歩行杖が欠かせない体となった。その後は軍に残るためにロー・スクールに通い、弁護士資格を取得し法務局に転属する。前線を知らない「政治家」達が指揮を執る現在の連邦軍の体質に辟易しており、その体制への反発心から、グリプス戦役後に戦犯扱いされた多くのティターンズ将兵を救ってきた。サウスウェルが「絶対に勝ち目のない」と評したエリアルドの弁護を受け持ち、秘書官のジョアンナと共にエリアルドの為に尽力し、散り散りになったT3部隊、更には元ジオン兵のゾラまでを証人として集めた。エリアルドの無罪を証明した後には、エリアルドとマーフィーの復隊にも尽力している。
ジョアンナ・パブロア
コンラッドの秘書官。階級は中尉。ロシア系の美人。秘書としての能力は高く、コンラッドの忠実な右腕として活動する。元は広報部門の出身であり、何人かのジャーナリストともコネを持っている。
エディー・サウスウェル
コンラッドの上官。階級は准将。典型的なエリート官僚で、コンラッドからは内心で軽蔑されている。コンラッドにエリアルドの弁護を依頼するが、「仕事だから」と吐き捨てた。
ゲオルギー・ミルコフ
地球連邦軍准将。エリアルドの軍事裁判の判事を担当する。軍人と言うよりは政治家の性質が強い人物で、審理こそ公平だが、早々にケリをつけてしまいたいと考えており、時間稼ぎを続けるコンラッドやゴードンの悪あがきに辟易する。一方でゾラの証言にきちんと耳を傾けるなど、その公平性は度々表れている。
ジョン・ゴードン
地球連邦軍大佐。エリアルドの軍事裁判の検事を担当する。冷酷そうな印象を与える人物。情報部に所属していた経緯があり、コンラッドをして「一筋縄ではいかない」と言わしめた。エリアルドの罪状に対する論証を述べた際には、当事者であるエリアルドでさえも説得力があると感じている。
ロベルト・ベルナルド
地球連邦軍ハルツーム基地司令官。階級は少佐。反ティターンズ派、というより自分達と正反対の「優遇されているエリートのティターンズ」に対し強い反感を持っており、U.C.0085年に行われたT3部隊の地上テストに関わった際にはエリアルドとカールを徹底的に冷遇し、挙句の果てに見殺しにしようとした。結果、激怒したエリアルドに司令部の窓越しにビームライフルを突き立てられる。エリアルドの軍事裁判においては検察側の証人として出廷し、当時エリアルドに課した処罰（3日間の独房入りと軽営倉での謹慎）を伏せ、一方的にエリアルドの非を強調する。
オルトヴァン・ジェスール
漫画版に登場。地球連邦軍のMSパイロット。階級は中尉。エリアルドがティターンズに入隊する直前に配属されていたMS中隊での同僚だった。自身もティターンズを志願していたが、後にティターンズの実態を知り連邦軍内の反ティターンズ派に属する。反ティターンズ派がコンペイトウで起こしたクーデターの実行部隊を指揮していたが、ペデルセンに先手を打たれてクーデターは失敗に終わり、オードリーにティターンズの本当の姿を伝えた後、保安部隊により拘束された。グリプス戦役後の消息は不明。
テオドロ・ウルバーニ
漫画版に登場。コンペイトウ技研の技術士官。階級は大尉。バイザックTR-2［ビグウィグ］のBL-85Xビグウィグキャノン、及びガンダムTR-6［ファイバーII］［インレ］搭載のビグウィグキャノン改の開発主任。技術屋らしくない飄々とした性格で、なにかとカールに馴れ馴れしくちょっかいをかける。その一方でカールの内心を見抜く眼力を持ち、パイロットの命と想いも尊重している。

### エゥーゴ
マキシム・グナー
デラーズ紛争時のマーフィーの戦友。ティターンズに所属し、30バンチ事件に参加するが、その後のいざこざでティターンズを解任される。高機動型ガルバルディβのテストのためにアスワンへ赴任するが、その直後に機体ごとエゥーゴへと寝返る。エリアルドに接触回線を使って「エゥーゴではなく、ティターンズこそテロリスト集団。自分はそれを経験した」と述べ、「命と誇りを大切にしろ」と言い残してエゥーゴと合流する。その際にもち込んだティターンズの高性能化改修（アドバンス化）構想の実験運用計画データは、のちのリック・ディアス［シュトゥッツァー］やネモ・カノンなどが装着するロング・シールド・ブースターの開発に役立てられている。
小説版ではエゥーゴ参加後の消息は不明だが、漫画版ではコロニーレーザー攻防戦においてロング・シールド・ブースターを3基装備したネモ・カノンに搭乗し、マーフィーと一騎討ちをおこなう。その結果は不明のまま以降は登場しないが、マーフィーは重傷を負いながら帰投している。

### ジオン残党軍
ガブリエル・ゾラ
ジオン公国軍元大尉。一流のMSパイロットであり、ザンジバルを乗艦としてゲリラ活動を行っていた。後に乗艦ごとエゥーゴに移籍する。
無口、無表情、無愛想だが、その腕と信念の強さから周囲の信頼は篤い。ジオン再興に執念を燃やしているものの、混迷を深める戦いの中で繰り返される各勢力の政治抗争に辟易し、次第にその興味を失っていく。一方で度々T3部隊に苦汁を舐めさせられたことで、グリプス戦役終盤には完全にティターンズのガンダム＝T3部隊打倒の妄執に取り付かれる。ゲリラ時代はリック・ドム［シュトゥッツァー］に搭乗し、エゥーゴ参加後は鹵獲されたアッシマーに、宇宙に戻ってからはリック・ディアス及びリック・ディアス［シュトゥッツァー］のパイロットとなる。機体には「ジオン・アライブ」の文字を描くのが恒例となっている。ジオン兵である事への誇りから、ティターンズが操るハイザックには憤慨していた。
グリプス戦役の最終局面でエリアルドが搭乗するTR-6を発見し追い詰めるが、TR-6という強大な力を持ちながら戦わず、それを破壊するというエリアルドの言葉に唖然とし、逆に死んでいった者たちのためにも生きつづけるべきと説く。最終的にエリアルドを救助してTR-6を破壊し、エリアルドの任務遂行に協力すると共に、自らもガンダムに対する呪縛を解き、戦いを止め生きることを選ぶ。グリプス戦役後は密かに地球に降下しており、コンラッドの捜索の末に発見され、エリアルドの裁判に証人として出廷する。結果として、敵対していたエリアルドの命を、戦場と法廷とで2度救うことになった。
カザック・ラーソン
ジオン公国軍元大尉。ゾラとは一年戦争時からの戦友で、彼と共にゲリラ活動を行っていた。ゲルググ［シュトゥッツァー］に搭乗していたが、T3部隊との戦闘で左足を失い、その後ザンジバルの艦長に就任する。
ショーター
ガブリエル達の部下。ザクII［シュトゥッツァー］に搭乗する。ルンガ沖遭遇戦ではマーフィーのヘイズルを大破させるも、後の戦闘でエリアルドに撃墜される。
ヒルデガルド・スコルツェニー
漫画版に登場。元ジオン公国軍キルマイヤー小隊所属の女性MSパイロット。キルマイヤーが計画したガンダム強奪作戦のため、ティターンズの新型のパイロット＝エリアルドに接近する。ザクIIに搭乗して作戦を行うもエリアルドらに阻止され、コロニー外に逃走。後にエゥーゴに参加し、ゾラの部隊の一員としてエゥーゴ上層部との兵器調達などの交渉も行う。
エリアルドと出会った時はかなり無気力だったが、その出会いによって自らの目標を見出し、エゥーゴ時は年相応の活発な女の子の面が大きく出ていた。ガブリエルの身と行く末を案じている。
ヘルマン・キルマイヤー
漫画版に登場。元ジオン公国軍キルマイヤー小隊の隊長。右腕を失っており、車椅子を使用している。一年戦争時は練度不足の兵士を纏め上げ、1名の補充人員も出さなかったことで「作戦立案・部隊運用の天才」と称される。自らを慕う者達に最後まで目的を与えるためにガンダム強奪作戦を立案するが、部下が全員出撃した後にティターンズ部隊にアジトに侵入され、指揮官に危険人物と見なされて銃殺される。

### その他
キング・ジョージ
月の最下層を拠点とするジャンク屋の元締め。元連邦軍人で、その経歴を生かして広大な情報網を築いている。T3部隊員を探して月に来たコンラッドの話を聞き、彼に協力する。
リュウ・キリシマ
フリー・ジャーナリスト。ジョアンナとは彼女が軍の広報にいたころからの付き合いで、彼女に思いを寄せている。ジョアンナからリークされた、本来非公開であるはずのエリアルドの軍事裁判に関する記事をタブロイド誌に掲載したことで連邦軍から追われる身になる。
ジョアンナに救援を求め、コンラッド・ジョアンナによって救出される。逃走中に一度立ち寄った教会でジョーイと出会っており、彼からガブリエル・ゾラの名前を聞いていた。奇しくも、ゾラはコンラッド達が探し求めていた証人の一人であったため、キリシマもまた、エリアルドを救う一助を担った。
マイケル・チャン
三流タブロイド誌を発行する新聞社の社長。中国系。金が第一の人物で、売れる記事を常に求めている貪欲なビジネスマンだが、ジャーナリズムの本質を忘れてはおらず、キリシマの記事を掲載した新聞の販売差し止めには激しく抗議した。追われるキリシマから原稿を受け取り、危険を承知で第二報の発行準備を進めるが、軍に暗殺される。
ジョーイ
キリシマが逃げ込んだ教会に身を寄せている、元ジオン軍人のホームレス。キリシマにゾラに関する情報提供を持ちかける。元々はキリシマにゾラの情報を買い取ってもらう予定だったが、キリシマを保護したコンラッドが訪ねてきたため、彼と交渉を行う。
しかし、連邦将校でありながらティターンズ将校だったエリアルドを純粋に救おうとするコンラッドに心を打たれ、情報を渡したうえ、コンラッドが提示した情報料を固辞した。ジョアンナから「ジオンの誇り」と称された。

## エリアルドの罪状
30バンチ事件への関与
反連邦政府勢力が多数を占める30バンチコロニーの住民を、ティターンズがG3ガスを注入して惨殺した事件。G3ガスの存在を当時のマーフィー小隊が知らなかったことは判決に影響しなかったものの、現場に着くだけの推進剤がなく、よしんば着いたとしても作戦行動に移せるほどの推進剤を積むことはできない（プロペラントタンクなどで増設することは可能だが、あくまで特殊な事例で常例ではない）ため、後方支援までしかしていないと言う主張が認められ、無罪。主な証人はオードリー・エイプリル。
アッシマーによる飛行規律違反
地上のハルツーム基地における、エリアルドの行動に対する罪状。規定飛行コースを（司令側の画策とはいえ）大きく外れていた、放棄されたダンディライアンの装甲を基地に回収するよう強要し、要求が聞き入れられないとなるとビームライフルを司令部へ向けた事が主な要因として挙げられた。しかし、当時エリアルドはベルナルド少佐に独房での謹慎を科されていたことが判明したため、この処分をもって罪状は消滅していると判断され、無罪。主な証人はカール・マツバラ。
コロニーレーザー争奪戦における敵前逃亡
TR-6に搭乗し、戦場から離れた暗礁空域に移動した行動についての事由。しかし、この時にネモ3機とサラミス改1隻を撃墜している上、ガブリエル・ゾラとの戦闘の証言もあいまって、敵前逃亡の事実は認められず、無罪。主な証人はガブリエル・ゾラ。
新兵器を無断で破壊
上記のTR-6を無断で破壊した事由。最初にこの任務をエリアルドに依頼したのはウェス・マーフィーであったが、2人の会話を聞いていたオットー・ペデルセンによって正式に依頼。本機を破壊したことは事実であり、上司からの命令であることを証明する物がなく、最も覆しにくい罪状であったが、ペデルセンがマーフィーに託していた正式な書類が提出されたことで、本件について追及すべきはペデルセンであり、エリアルドにはその罪を追求しないとして、無罪。主な証人はウェス・マーフィー。

## 主な登場兵器
主に試作機を運用するティターンズ側のみならず、エゥーゴやジオン残党軍も本作オリジナルのカスタム機を多数運用している。

### ティターンズ・テスト・チームの兵器
ヘイズル改が登場するまで、T3部隊の機体（キハールを除く）は共通のカラーリング（基本は濃紺・淡紺・黄色の三色。ソール部・バーニア先端・シールドの縁などが黄色で、濃紺と淡紺の境目に黄色のラインが入る。増加装甲や追加装備などは白）であったが、ヘイズル改から試作機は白を基本に胸部などを濃紺で、正式採用となるとティターンズカラー（黒と濃紺のツートン）に塗装されるようになったようである。T3部隊全体としての共通マークとして、アルファベットのTを3つ組み合わせたマークが付けられている。その他、マーフィー率いるブラックオター小隊の機体には、ウサギをモチーフにしたパーソナル・マークも付けられている（デザインはカールが考案）。
TRシリーズの機体名称は、小説『ウォーターシップ・ダウンのうさぎたち』から引用しており、パーソナル・マークがウサギをモチーフとしているのもこのためである。これは、『ガンダム・センチネル』がアリスをモチーフとしていたことへの対抗心からでもある。

#### TR-1
- RGM-79Q ジム・クゥエル［ヘイズル予備機］
- TR-1
  - RX-121 ガンダムTR-1［ヘイズル］
  - RX-121 ガンダムTR-1（フルアーマー・タイプ）
  - RX-121 ガンダムTR-1（強襲形態）
  - RX-121 ガンダムTR-1（高機動形態）
  - RX-121-1 ガンダムTR-1［ヘイズル改］
  - RX-121-1 ガンダムTR-1［ヘイズル改］強襲形態
  - RX-121-1 ガンダムTR-1［ヘイズル改］高機動形態
  - RX-121-1 ガンダムTR-1［ヘイズル改］サブアーム装備
  - RX-121-1 ガンダムTR-1［ヘイズル改］スナイパー装備
  - RX-121-1 ガンダムTR-1［ヘイズルテスト装備機］（本編未登場）
  - RX-121-1 ガンダムTR-1［ヘイズル改］（実戦配備カラー）
  - RX-121-1 ガンダムTR-1［ヘイズル改］アドバンスドユニット装備（本編未登場）
  - RX-121-1 ガンダムTR-1［ヘイズル改・イカロス・ユニット］（試作プラン）
  - RX-121-1 ガンダムTR-1［ヘイズル改・イカロス・ユニット］
  - RX-121-1+FF-X29A ガンダムTR-1［ヘイズル・ラー］
  - RX-121-1+FF-X29A ガンダムTR-1［ヘイズル・ラー］フルアーマー装備
  - RX-121-1+FF-X29A ガンダムTR-1［ヘイズル・ラー］第二形態
  - RX-121-1+FF-X29A ガンダムTR-1［ヘイズル・ラー］第二形態ブースター装備"クルーザーモード"
    - FF-X29A Gパーツ［フルドド］

  - RX-121-2 ガンダムTR-1［ヘイズル2号機］（アーリータイプ）
  - RX-121-2 ガンダムTR-1［ヘイズル2号機］
  - RX-121-2 ガンダムTR-1［ヘイズル2号機］ガルバルディβ共用ブースター・ポッド装備
  - RX-121-2A ガンダムTR-1［アドバンスド・ヘイズル］
  - RX-121-2A ガンダムTR-1［アドバンスド・ヘイズル］（実戦配備カラー）
  - RX-121-2A ガンダムTR-1［アドバンスド・ヘイズル］スナイパー装備
  - RX-121-2 ガンダムTR-1［ヘイズル・アウスラ］
    - 緊急脱出ポッド［プリムローズ］

  - RX-121-2　ガンダムTR-1［ヘイズル・アウスラ］ギガンティック・アーム・ユニット装備
  - RX-121 ガンダムTR-1［ハイゼンスレイ］
- 次世代試作機

#### TR-2、TR-3、TR-4、TR-5
- TR-2
  - YRMS-106 ハイザック先行量産型
  - YRMS-106+BL-85X バイザックTR-2［ビグウィグ］
- TR-3
  - NRX-044(R) プロトタイプアッシマーTR-3［キハール］
  - NRX-044(R) プロトタイプアッシマーTR-3［キハール］（重力下仕様）
- TR-4
  - RX-107 TR-4［ダンディライアン］
- TR-5
  - ORX-005 ギャプランTR-5［ファイバー］
  - ORX-005 ギャプランTR-5［フライルー］
  - ORX-005 ギャプランTR-5［フライルー・ラーII］
  - ORX-005 ギャプランTR-5［アドバンスド・フライルー］（フライルー二号機）
  - ORX-005 ギャプランTR-5［アドバンスド・フライルー］フルアーマー形態
  - ORX-005 ギャプランTR-5［フライルー］ギガンティック・アーム・ユニット装備

#### TR-6
- TR-6
  - RX-124 ガンダムTR-6［ウーンドウォート］
  - RX-124 ガンダムTR-6［アドバンスド・ウーンドウォート］
  - RX-124 ガンダムTR-6［アドバンスド・ウーンドウォートEX］
  - RX-124 ガンダムTR-6［アドバンスド・ウーンドウォートEX］第二形態
  - RX-124 ガンダムTR-6［アドバンスド・ウーンドウォートEX］クルーザー巡航形態
  - RX-124 ガンダムTR-6［ヘイズルII］
  - RX-124 ガンダムTR-6［ハイザックII］
  - RX-124 ガンダムTR-6［ウーンドウォート・ラー］/［ウーンドウォート・ラーII］
  - RX-124 ガンダムTR-6［ウーンドウォート・ラー］第二形態/［ウーンドウォート・ラーII］第二形態
  - RX-124 ガンダムTR-6［キハールII］
  - RX-124 ガンダムTR-6［アドバンスド・キハールII］
  - RX-124 ガンダムTR-6［ダンディライアンII］
  - RX-124 ガンダムTR-6［ダンディライアンII］侵攻・殲滅形態
  - RX-124 ガンダムTR-6［ファイバーII］
  - RX-124 ガンダムTR-6［フライルーII］
  - RX-124 ガンダムTR-6［ウーンドウォート］ギガンティック形態
  - RX-124 ガンダムTR-6［インレ］
  - RX-124 ガンダムTR-6［サイコ・インレ］
  - RX-124 ガンダムTR-6［ウーンドウォート］拠点防衛形態
  - RX-124 ガンダムTR-6［ウーンドウォート］フルアーマー・クインリィ形態
    - プリムローズII

#### その他
- RGM-79
  - RGM-79CR ジム改高機動型
  - RGM-79SR ジム・スナイパーIII
  - RGM-79SR ジム・スナイパーIII［中距離支援ユニット］
  - RGM-79SR ジム・スナイパーIII［高機動型］
  - RGM-79EW EWACジム（本編未登場）
- RMS-106
  - YRMS-106C ハイザックキャノン
  - YRMS-106C ハイザックキャノン増加装甲装備
- RX-107
  - RX-107 ロゼット
  - RX-107 ロゼット強化陸戦形態（試作プラン）
  - RX-107 ロゼット強化陸戦形態
- RMS-117 高機動型ガルバルディβ

#### 艦艇
- アレキサンドリア級 ［アスワン］
  - アレキサンドリア改級 ［アスワン改］（ペーパープラン）
- サラミス改級 ［イズミール］

### ティターンズ実戦部隊
- RMS-106 ハイザック
  - RMS-106C ハイザックキャノン
- RMS-108 マラサイ
- RMS-179 ジムII
- RGM-79Q ジム・クゥエル
  - RGM-79Q ジム・クゥエル コンペイトウ方面軍仕様
- ベースジャバー

### ジオン残党軍
- MS-09R リック・ドム（ジオン残党用）
- MS-14B ゲルググ（ジオン残党用）
- MS-06F2 ザクII F2型
- MS-06F ザクII［シュトゥッツァー］
- MS-09R リック・ドム［シュトゥッツァー］
- MS-14 ゲルググ［シュトゥッツァー］
- ザンジバル

### エゥーゴ
- RMS-099 リック・ディアス
  - RMS-099 リック・ディアス［シュトゥッツァー］
  - RMS-099 リック・ディアス［シュトゥッツァー］ メガバズーカランチャー装備
- RGM-79R ジムII
- MSA-003 ネモ
  - MSA-003 ネモ［専用ビームカノン装備］
  - MSA-003 ネモ・カノン
- NRX-044 アッシマー（鹵獲機）
- ザンジバル
- サラミス改級
- フライングアーマー

## スタッフ
- 原作：富野由悠季・矢立肇
- ストーリー：今野敏
- メカデザイン：藤岡建機
- キャラクターデザイン：斎藤卓也
- マーキングデザイン：藤岡建機&ペッパーショップ
- 設定協力：片岡大輔（アークライト）
- 企画：電撃ホビーマガジン編集部
- 企画協力・設定：サンライズ

### 漫画版スタッフ
- 作画：みずきたつ
- 作画協力：（み）、ようこぴぃ、鷲鷹ゆりひさ
- 編集：飯島直樹（コミック電撃大王編集部）、久保田大介（コミック電撃大王編集部）、浅香学
- 編集協力：和久津慎、片岡大輔（アークライト）

## 書籍情報
電撃ホビーマガジンスペシャル
1. ISBN 978-4-8402-2399-7
2. ISBN 978-4-8402-2589-2
3. ISBN 978-4-8402-2927-2
4. ISBN 978-4-8402-3357-6
5. ISBN 978-4-8402-3780-2
6. ISBN 978-4-8402-4085-7

電撃コミックス
1. ISBN 978-4-8402-2536-6
2. ISBN 978-4-8402-3012-4
3. ISBN 978-4-8402-3500-6
4. ISBN 978-4-04-867051-7

DENGEKI HOBBY BOOKS
- 上巻 ISBN 978-4-8402-4229-5
- 下巻 ISBN 978-4-8402-4230-1

メディアワークス文庫
- 上巻 ISBN 978-4-0486-8775-1
- 下巻 ISBN 978-4-0486-8776-8

角川文庫
- 上巻 ISBN 978-4-0410-4646-3
- 下巻 ISBN 978-4-0410-4647-0